# Акціонерний капітал
Акціонерний капітал – капітал акціонерного товариства, що складається з багатьох індивідуальних капіталів, його зростання в процесі капіталізації частини прибутку, а також залучення частини коштів вкладників через продаж акцій та облігацій. Акціонерний капітал поділяють на власний та позичений. Власний капітал становлять кошти, отримані від випуску і продажу акцій, і резервний капітал (відрахування від прибутку та їх інвестування у виробництво). Резервний капітал також використовується для виплати дивідендів у період погіршення економічної кон'юнктури. Позичений капітал – це банківський кредит та кошти від випуску і продажу облігацій.
На початку 90-х в акціонерному капіталі наймогутніших 500 американських корпорацій кошти від випуску і продажу акцій становили майже 20%. За рахунок акцій підприємці Німеччини залучали у 1980 понад 13% від загальної суми інвестицій, у 1994 – майже 5%. Власний капітал наймогутнішої у світі американської монополії «Дженерал моторз» становив до 70 млрд дол., позичений – 55,3 млн дол., прибуток – 4,2 млрд дол. Фактичним власником акціонерного капіталу є вузьке коло осіб або фінансових інститутів (комерційних банків, страхових компаній тощо), які мають контрольний пакет акцій. З його допомогою встановлюється контроль гігантських монополій за значними капіталами чужих компаній. Для цього достатньо скупити менше 5% загальної кількості випущених акцій. «Дженерал моторз» саме так встановила контроль за 40 дочірніми компаніями.
Акціонерна форма капіталу дає змогу додаткового збагачення через привласнення установчого прибутку. Поряд з дрібними акціонерами (в «Дженерал моторз», наприклад, їх налічується до 1,5 млн із загальною вартістю акцій понад 600 млн) покупцями акцій є. банки страхові компанії, пенсійні фонди та інші колективні акціонери.
Акціонерний капітал з погляду матеріально-речового змісту складається із засобів виробництва (машин, устаткування, будівель, доріг, сировини тощо). З погляду вартісних відносин акціонерний капітал – це акції, облігації, грошова готівка. Акції та облігації не є реальним капіталом, а лише титулом власності, що приносить дохід власникам фіктивного капіталу, який здійснює свій кругооборот значною мірою незалежно від руху реального виробничого капіталу. Фіктивний капітал значно більший від реального. Таке відхилення пояснюється передусім тим, що в період сприятливої економічної кон'юнктури курс акцій значно вищий від номінальної вартості, а також тенденцією до зниження середньої норми позичкового відсотка.
Акціонерний капітал виник внаслідок переростання продуктивними силами вузьких меж індивідуального капіталу, що сприяло розвитку технологічного способу виробництва, стало важливим засобом вдосконалення господарського механізму. Крім того, акціонерний капітал є найдосконалішою техніко-організаційною формою розвитку продуктивних сил, завдяки чому він використовується на підприємствах різних типів і форм власності як на національному, так і наднаціональному рівнях. У процесі формування суспільства нового типу, позбавленого експлуатації, соціально-економічна природа акціонерного капіталу істотно зміниться, що зумовить зникнення акціонерного капіталу та існування лише акціонерної власності.